# 暮蟬悲鳴時外傳 貓殺篇
《暮蟬悲鳴時外傳 貓殺篇》是07th Expansion製作的《暮蟬悲鳴時》同人遊戲的外傳作品，作者是龍騎士07。 
同時購買史克威爾艾尼克斯發行的漫畫「鬼隱篇」（鈴羅木かりん）、「綿流篇」（方條ゆとり）和「祟殺篇」（鈴木次郎）的讀者就會獲得這部額外的作品。

## 概要
由兩部構成。前一部有關社團活動，後一部談到雛見澤村郊外谷河内的採石場附近發生的奇異現象。   

### 前篇
前原圭一和其他社團成員玩扑克牌遊戲，規則是輸家接受懲罰，穿著女僕裝、泳裝等在村裡進行Cosplay遊行。

### 後篇
遊戲結束後，大夥步行到雛見澤村郊外的谷河内。園崎魅音說起她幼年時有一回和夥伴們到採石場附近玩捉迷藏，不久即被一位突然出現的大叔催趕回家，後來夥伴A行蹤不明，A的父親驅車前往谷河内尋找，不料在回程的途中2人的汽車翻落山崖。有傳言說他們是因為吸入了從連通地獄的洞穴滲漏出來的瘴氣而中毒……    

## 動畫
作為《暮蟬悲鳴時》DVD全9卷購入者特典的「貓殺篇」OVA動畫。  
片頭、片尾曲和《暮蟬悲鳴時》動畫（第一期）相同。

## 外部連結
- ガンガンNET： 『ひぐらしのなく頃に』特設ページ （页面存档备份，存于）
- テレビアニメ「ひぐらしのなく頃に」公式ホームページ （页面存档备份，存于）